# Elecciones generales de Zambia de 1991
Las elecciones generales de Zambia de 1991 tuvieron lugar el 31 de octubre del mencionado año con el objetivo de renovar la presidencia de la República y los 150 escaños de la Asamblea Nacional, que ejercerían sus funciones por el período 1991-1996. Fueron las séptimas elecciones generales zambianas bajo sufragio universal, y los primeros comicios multipartidistas y libres desde 1968, luego de que un masivo movimiento político forzara al régimen unipartidista del Partido Unido de la Independencia Nacional (UNIP), liderado por Kenneth Kaunda, a abandonar el monopolio político. En el marco de la complicada situación política y económica del país, las elecciones fueron adelantadas considerablemente, pues estaban originalmente previstas para de 1993.
Tras fracasar en su intento de que se realizara un referéndum sobre sí preservar o no el unipartidismo, Kaunda buscó permancer en el cargo presentándose como candidato del UNIP. El Movimiento para la Democracia Multipartidista (MMD), partido opositor fundado clandestinamente en 1989 para encabezar la rebelión contra el régimen de partido único, presentó a su líder, el dirigente sindical Frederick Chiluba. No se presentaron más candidatos presidenciales, aunque algunos partidos menores presentaron candidatos parlamentarios, y la elección se limitó a una competencia bipartidista entre el MMD y el UNIP. A pesar de que las elecciones se celebraron en una atmósfera generalmente pacífica y fueron monitoreadas por observadores extranjeros que certificaron que el proceso fue creíble, se señaló que el gobierno de Kaunda empleó los recursos del estado para hacer campaña y utilizó la presión policial para sabotear las actividades proselitistas de la oposición. La controvertida delimitación de los distritos electorales, que aumentó el número de parlamentarios de 125 a 150, creó anomalías entre la información en los registros y lo que estaba en el terreno, lo que obligó a muchas personas a trasladarse de un distrito a otro para emitir sufragio y, en consecuencia, varios decidieron no votar. No obstante, Chiluba insistió en la necesidad de participar en las elecciones.
Con un discurso centrado en el respeto a los derechos humanos y una plataforma de libre mercado, el MMD expulsó al UNIP del poder por un margen abrumador, a pesar de su desventaja institucional. En la elección presidencial, Chiluba obtuvo el 75,77% de los votos sobre el 24,23% de Kaunda y se impuso en la totalidad de las provincias, con la excepción de la provincia del Este, de donde era oriundo el presidente saliente. En la elección de la Asamblea Nacional, el MMD obtuvo 125 de los 150 escaños, mientras que los 25 restantes correspondieron a la UNIP, incluyendo los 19 escaños que representaban a la provincia del Este. La participación fue de solo el 45,31% del electorado registrado, probablemente debido a las dificultades en el proceso de registro. Chiluba asumió la presidencia el 2 de noviembre, convirtiéndose en el segundo presidente de Zambia e inaugurando un ciclo democrático no interrumpido desde entonces. El MMD se mantendría como el partido gobernante de Zambia hasta 2011.

## Antecedentes

### Período de partido único
En 1973, luego de un prolongado período de violencia tribal y sectaria que siguió a las elecciones de 1968, el gobierno de Kenneth Kaunda anunció la conversión del país en un estado de partido único, con el Partido Unido de la Independencia Nacional o UNIP como única formación política permitida. Bajo el nuevo sistema, todos los candidatos a los distintos cargos debían ser miembros del partido, con la realización de elecciones primarias en las cuales los tres candidatos más votados en cada circunscripción podrían presentarse para la Asamblea Nacional. Si bien esto permitía una cierta competitividad, Kaunda reforzó su control del poder bajo una estructura autocrática, introduciendo nuevas reglamentaciones que descalificaron a potenciales retadores que podrían haber desafiado su liderazgo y controlando los procesos electorales para garantizar la victoria de candidatos afines. Kaunda fue ratificado como presidente cuatro veces por medio de referéndums (1973, 1978, 1983, 1988) recibiendo siempre más del 80% de los votos sin que se toleraran campañas para votar en su contra.
En términos económicos, Kaunda promovió un concepto socialista, nacionalista y africanista que denominó «humanismo zambiano». La economía fue dirigida en cierta medida por la planificación central, bajo planes quinquenales, las empresas privadas fueron nacionalizadas e incorporadas a grandes conglomerados de propiedad estatal. El objetivo del gobierno era ser autosuficiente, lo que buscaba lograr mediante la sustitución de importaciones. Al principio, este sistema tuvo un éxito parcial y la economía creció de manera constante, pero a mediados de la década de 1970 comenzó a declinar de forma drástica. Durante el período comprendido entre 1975 y 1990, la economía de Zambia se redujo en aproximadamente un 30%. El país se endeudó con el Fondo Monetario Internacional y el Tercer Plan Nacional de Desarrollo tuvo que ser abandonado ya que la gestión de crisis reemplazó la planificación a largo plazo. Los débiles intentos de reformas en la década de 1980 aceleraron el declive económico de Zambia. Siguieron varias negociaciones con el FMI y, en 1990, Kaunda se vio obligado a privatizar parcialmente las empresas estatales.

### Resistencia y formación del MMD
Luego de que Kaunda evadiera con facilidad una serie de intentos de desafiar su liderazgo partidario en 1978, la principal oposición al régimen de partido único quedó en manos del Congreso de Sindicatos de Zambia (ZCTU), presidido por Frederick Chiluba. A finales de 1989, el ZCTU inició una intensa campaña de resistencia civil exigiendo el llamado a elecciones libres. La escasez de alimentos y el continuo declive económico del país, pero también la presión de organismos internacionales como el Banco Mundial, estaban exigiendo nuevos enfoques políticos para Zambia. Durante los siguientes meses, las protestas contra el régimen se incrementaron. El 1 de julio de 1990, después de tres días de disturbios en Lusaka, Kaunda anunció que se celebraría un referéndum en octubre para definir si se preservaba el sistema de partido único o se restauraba el multipartidismo. Casi simultáneamente, el oficial descontento del ejército Mwamba Luchembe declaró por radio que el ejército se había hecho cargo del gobierno de Zambia y había depuesto a Kaunda. La intentona golpista duró solo seis horas y resultó en veintisiete muertos y alrededor de cien heridos. A pesar de que fracasó, el intento de golpe debilitó claramente el control político de Kaunda.
Ante las quejas de que la fecha oficial del referéndum no daba tiempo para garantizar un registro de votantes limpio, Kaunda accedió a trasladarlo a agosto de 1991, aunque continuó defendiendo el modelo de partido único, alegando que un sistema multipartidista conduciría al país al caos. La oposición continuó presionando por la abolición del unipartidismo. Los grupos liderados por Chiluba convergieron en el «Movimiento para la Democracia Multipartidista» o MMD, una fuerza de amplio alcance ideológico con el objetivo de aglutinar a las fuerzas opositoras. Ante la creciente presión interna y externa, Kaunda anunció el 25 de septiembre la cancelación del referéndum. En su lugar, envió directamente a la Asamblea Nacional una enmienda que aboliría el monopolio político del UNIP y permitiría el registro legal de otros partidos. También declaró que adelantaría las siguientes elecciones generales, previstas para 1993, para finales de 1991. Las enmiendas fueron aprobadas y Kaunda las promulgó dos meses más tarde. El MMD se registró de este modo como partido político el 18 de diciembre de 1990.

## Sistema electoral
Todos los ciudadanos de Zambia que hubieran cumplido los dieciocho años de edad tendrían derecho a registrarse como votantes, a menos que debiera lealtad a un Estado extranjero, fuera declarado mentalmente insano, estuviera condenado a muerte o encarcelado o no tuviera una tarjeta de registro expedida por la Ley Nacional. Además, ninguna persona que hubiera sido condenada por una práctica corrupta o ilegal dentro de los cinco años anteriores a la elección en cuestión, que hubiera sido declarada culpable de dicha práctica en el juicio de una petición electoral o que estuviera bajo custodia legal el día de las elecciones tendría derecho a voto. El registro general de votantes se revalida cada cinco años y los registros de votantes normalmente se revisarían anualmente. El voto no era obligatorio.
La Asamblea Nacional es el órgano legislativo unicameral de Zambia, elegido directamente para un mandato de cinco años. La Asamblea saliente, elegida en 1988, tenía 125 escaños electos, pero para los comicios de 1991 se amplió su composición a 150, con otros ocho miembros designados por el presidente electo. Para propósitos de la elección, el país se dividió en 150 circunscripciones, representada cada una de ellos por un parlamentario elegido por simple mayoría de votos. Los candidatos a la Asamblea Nacional deben ser ciudadanos zambianos que han alcanzado los 21 años de edad y sepan leer, escribir y sostener una conversación en el idioma oficial de Zambia. No podrán ser elegidos ni presentarse como candidatos los mentalmente insanos, los quebrados no liberados, las personas sujetas a lealtad a un Estado extranjero, los condenados a pena de muerte o encarcelamiento impuestas por un tribunal, y las personas cuya circulación se haya restringido o detenido de conformidad con determinadas leyes. Además, ninguna candidatura puede ser aceptada si sus documentos no vienen acompañados por un depósito de 100 kuachas (en ese momento 10 dólares estadounidenses) y el respaldo de por lo menos nueve personas registradas como votantes en la circunscripción que buscan representar. Los parlamentarios electos que se encuentren en el momento de su elección en la función pública, la policía, las fuerzas de defensa u otros servicios públicos deben dimitir de sus cargos.

## Candidaturas

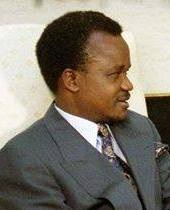
Reunión entre el presidente George H. W. Bush y el presidente de Zambia, Frederick Chiluba, en la Casa Blanca.

### Partido Unido de la Independencia Nacional
La situación interna del UNIP al momento de verse despojado de su hegemonía legal era bastante complicada. Kaunda había consolidado su liderazgo dentro del partido en la década de 1960 y marginado o descalificado a potenciales rivales en la década de 1970, por lo que llevaba más de una década sin enfrentar un desafío interno creíble. No obstante, la crisis que condujo a la abolición del estado de partido único también se hizo notar dentro del propio UNIP. Para 1989, se habían forzado numerosas facciones internas, destacando el ala de «línea dura» que rechazaba la transición democrática y que en 1987 había exigido la consolidación permanente de Zambia como estado socialista. Un nuevo sector moderado y tecnocrático, que pretendía convertir al UNIP en un partido moderno para encarar la transición democrática, surgió en 1990 bajo el liderazgo del diputado de Chingola Enoch Kavindele. Kavindele, de entonces 41 años y miembro del Comité Central del partido, exigió el retiro permanente de Kaunda para dar paso a un liderazgo más joven que pudiera ganar las elecciones y garantizar la reforma económica en el país, y anunció que se presentaría contra Kaunda por el liderazgo del UNIP y su candidatura presidencial en el Congreso partidario de julio de 1991.
Sin embargo, llegado el momento del Congreso, Kavindele retiró su precandidatura, argumentando que tanto él como sus partidarios habían sufrido presiones e intimidación por parte del gobierno y el sector interno del UNIP que respondía a Kaunda. Disidentes del UNIP criticaron que el voto de los más de 5.000 delegados en el Congreso no sería secreto y muchos temían sufrir represalias si votaban contra Kaunda. Parte del oficialismo también temía que una votación interna muy disputada corriera el riesgo de dividir al partido, además de que mantener a Kaunda por varios meses como presidente de Zambia sin haber ganado las elecciones internas de su propio partido podía ser contraproducente para la estabilidad del país. Kavindele citó el fin de su candidatura como «un gesto de buena voluntad», y Kaunda fue proclamado candidato presidencial por sexta ocasión consecutiva sin oposición. No obstante, cinco miembros del Comité Central del partido no buscaron su reelección, lo que dejó claro que el manejo del UNIP había cambiado permanentemente. Kaunda se mantendría como figura central del partido hasta su retiro de la política a finales de la década.

### Movimiento para la Democracia Multipartidista
El MMD se registró como partido político en diciembre de 1990, asumiendo su papel como principal formación opositora del país, y organizó su primera Convención en febrero de 1991 para designar sus autoridades partidarias. El dirigente sindical que había encabezado gran parte de la movilización exigiendo la reforma política, Frederick Chiluba, fue elegido sin oposición importante como presidente del partido y candidato presidencial de cara a las elecciones anticipadas. El UNIP aprovechó la ocasión para criticar el manejo interno del naciente partido, afirmando que carecía de prácticas internas democráticas, postura con la que figuras opositoras estuvieron también de acuerdo. Otro precandidato destacado durante el proceso de selección fue Levy Mwanawasa, popular abogado conocido por haber sido defensor legal del teniente general Tembo tras la intentona golpista fallida y haber ganado el caso evitando que fuera condenado a muerte. Mwanawasa rechazó la propuesta de ser candidato presidencial citando su corta edad y falta de experiencia política, aunque aceptó postularse como candidato parlamentario y sería nombrado vicepresidente por Chiluba tras la victoria.

## Campaña
Bajo el liderazgo de Chiluba, el MMD alejó su discurso de los aspectos políticos, centrándose en resaltar la crisis económica persistente y responsabilizando de la misma a la falta de rendición de cuentas del UNIP, al que etiquetó como un «partido dictatorial». El MMD se comprometió a rescatar la economía zambiana transformando el modelo económico en uno que diera mayor impulso al sector privado, creando un entorno propicio para la inversión local y extranjera. El principal lema de campaña del partido fue «Ha llegado la hora». En el aspecto político, el MMD prometió establecer en Zambia un régimen democrático basado en el respeto de los derechos y libertades individuales. Contrarrestados por la falta de recursos, el MMD tuvo que recurrir a donaciones de simpatizantes, cuotas de membresía y fondos recaudados de diversas actividades para financiar su actividad.
El UNIP, por su parte, era consciente de que el malestar económico y las violaciones a los derechos humanos cometidas durante el período unipartidista lo desfavorecían electoralmente y reconoció la compleja situación, pero la acachó a circunstancias externas como bajos precios del cobre, las altas facturas de importación de petróleo y otras materias primas o el apoyo a los movimientos de liberación nacional en los países vecinos. Buscó exaltar el discurso nacionalista que había llevado a Kaunda al poder y remarcó que los zambianos habían disfrutado de calma y estabilidad bajo su gobierno. El manifiesto del partido admitía la necesidad de realizar reformas para paliar la crisis y se comprometía a impulsar una liberalización económica y privatizar empresas estatales. El UNIP disponía de una enorme reserva de recursos a los que recurrir. La ley que enmendó la constitución para permitir la formación de partidos de oposición también garantizó el papel continuado en el gobierno de las estructuras partidarias existentes, hasta la próxima disolución del parlamento. De este modo, el partido oficialista mantuvo acceso a recursos estatales (como vehículos y subvenciones), que los funcionarios utilizaron con fines proselitistas.
La campaña no estuvo exenta de controversias. Además de las denuncias a los abusos contra los derechos humanos y la mala gestión económica, el MMD cuestionó la capacidad de Kaunda para permanecer en el cargo, poniendo en duda las facultades mentales del presidente luego de que salieran a la luz una serie de proyectos excéntricos impulsados por el régimen en el período previo a las elecciones. Pocas semanas antes de los comicios, Kaunda anunció el «Proyecto de Desarrollo Heaven on Earth» ("Cielo en la Tierra"), un plan para entregar una cuarta parte del territorio nacional al gurú del yoga indio Maharishi Mahesh Yogi, bajo la promesa de construir una red de enclaves agrícolas utópicos. La reacción al proyecto fue muy negativa y fue objeto de burlas por parte de la prensa occidental y los medios de comunicación opositores recientemente fundados. El portavoz del MMD, Derrick Chitala, declaró ante la prensa que, después de enterarse del proyecto, consideraba que Kaunda ya no era «completamente normal». Durante una entrevista televisiva posterior, Kaunda fue forzado a negar haber practicado la meditación trascendental.

## Resultados

### Elección presidencial

#### Nivel general

Vencedor por circunscripción parlamentaria.

|  | 75.77 % |

|  | 24.23 % |

|  | 96.87 % |

|  | 3.13 % |

|  | 100.00 % |

|  | 45.31 % |

#### Resultado por provincia
| Provincia  | Chiluba (MMD) | Chiluba (MMD) | Kaunda (UNIP) | Kaunda (UNIP) |           | Votos válidos | Votos válidos | Blancos/nulos | Blancos/nulos | Participación | Participación | Registrados |
| Provincia  | Votos         | %             | Votos         | %             |           | Votos válidos | Votos válidos | Blancos/nulos | Blancos/nulos | Participación | Participación | Registrados |
| Central    | 74.355        | 74,40%        | 25.581        | 25,60%        | 99.936    | 96,75%        | 3.247         | 3,25%         | 103.183       | 36,59%        | 282.007       |             |
| Copperbelt | 271.252       | 90,62%        | 28.085        | 9,38%         | 299.337   | 97,54%        | 7.547         | 2,46%         | 306.884       | 50,76%        | 604.541       |             |
| Este       | 44.483        | 25,95%        | 126.961       | 74,05%        | 171.444   | 94,93%        | 8.699         | 5,07%         | 180.143       | 49,35%        | 365.041       |             |
| Luapula    | 83.039        | 89,07%        | 10.189        | 10,93%        | 93.228    | 97,38%        | 2.446         | 2,62%         | 95.674        | 47,04%        | 203.383       |             |
| Lusaka     | 128.709       | 76,53%        | 39.466        | 23,47%        | 168.175   | 97,23%        | 4.665         | 2,77%         | 172.840       | 43,67%        | 395.780       |             |
| Norte      | 119.685       | 84,90%        | 21.293        | 15,10%        | 140.978   | 96,16%        | 5.412         | 3,84%         | 146.390       | 45,04%        | 324.991       |             |
| Noroeste   | 46.950        | 70,19%        | 19.941        | 29,81%        | 66.891    | 97,32%        | 1.796         | 2,68%         | 68.687        | 42,67%        | 160.977       |             |
| Sur        | 128.589       | 85,22%        | 22.299        | 14,78%        | 150.888   | 96,94%        | 4.619         | 3,06%         | 155.507       | 43,58%        | 356.797       |             |
| Oeste      | 75.150        | 81,37%        | 17.207        | 18,63%        | 92.357    | 96,64%        | 3.100         | 3,36%         | 95.457        | 40,98%        | 232.940       |             |
| Total      | 972.605       | 75,76%        | 311.022       | 24,24%        | 1.283.627 | 96,87%        | 41.531        | 3,13%         | 1.325.158     | 45,31%        | 2.926.457     |             |

### Asamblea Nacional

#### Resultado general
|  | 74.05 % |

|  | 24.99 % |

|  | 0.13 % |

|  | 0.06 % |

|  | 0.01 % |

|  | 0.78 % |

|  | 96.42 % |

|  | 3.58 % |

|  | 100.00 % |

|  | 45.41 % |

#### Voto popular y escaños por provincia
| Provincia  |         |        |         |         |        |         | NADA           | NADA           | NADA           | NDP            | NDP            | NDP            | DP             | DP             | DP             | Ind.           | Ind.           | Ind.           |
| Provincia  | MMD     | MMD    | MMD     | UNIP    | UNIP   | UNIP    | NADA           | NADA           | NADA           | NDP            | NDP            | NDP            | DP             | DP             | DP             | Ind.           | Ind.           | Ind.           |
| Provincia  | Votos   | %      | Escaños | Votos   | %      | Escaños | Votos          | %              | Escaños        | Votos          | %              | Escaños        | Votos          | %              | Escaños        | Votos          | %              | Escaños        |
| ---------- | ------- | ------ | ------- | ------- | ------ | ------- | -------------- | -------------- | -------------- | -------------- | -------------- | -------------- | -------------- | -------------- | -------------- | -------------- | -------------- | -------------- |
| Central    | 70.547  | 72,85% | 14/14   | 26.059  | 26,91% | 0/14    | Sin candidatos | Sin candidatos | Sin candidatos | 234            | 0,24%          | 0/14           | Sin candidatos | Sin candidatos | Sin candidatos | Sin candidatos | Sin candidatos | Sin candidatos |
| Copperbelt | 265.040 | 89,10% | 22/22   | 31.036  | 10,43% | 0/22    | 489            | 0,16%          | 0/22           | 158            | 0,05%          | 0/22           | 120            | 0,04%          | 0/22           | 608            | 0,20%          | 0/22           |
| Este       | 40.263  | 23,86% | 0/19    | 125.109 | 74,14% | 19/19   | Sin candidatos | Sin candidatos | Sin candidatos | Sin candidatos | Sin candidatos | Sin candidatos | Sin candidatos | Sin candidatos | Sin candidatos | 3.380          | 2,00%          | 0/19           |
| Luapula    | 71.306  | 86,12% | 13/14   | 11.497  | 13,88% | 1/14    | Sin candidatos | Sin candidatos | Sin candidatos | Sin candidatos | Sin candidatos | Sin candidatos | Sin candidatos | Sin candidatos | Sin candidatos | Sin candidatos | Sin candidatos | Sin candidatos |
| Lusaka     | 130.830 | 75,75% | 10/12   | 39.073  | 22,62% | 2/12    | 1.206          | 0,70%          | 0/12           | 352            | 0,20%          | 0/12           | Sin candidatos | Sin candidatos | Sin candidatos | 1.259          | 0,73%          | 0/12           |
| Norte      | 116.648 | 83,68% | 19/20   | 21.996  | 15,78% | 1/20    | Sin candidatos | Sin candidatos | Sin candidatos | Sin candidatos | Sin candidatos | Sin candidatos | Sin candidatos | Sin candidatos | Sin candidatos | 750            | 0,54%          | 0/20           |
| Noroeste   | 41.631  | 65,95% | 10/12   | 19.506  | 30,90% | 2/12    | Sin candidatos | Sin candidatos | Sin candidatos | Sin candidatos | Sin candidatos | Sin candidatos | Sin candidatos | Sin candidatos | Sin candidatos | 1.987          | 3,15%          | 0/12           |
| Sur        | 126.256 | 83,65% | 19/19   | 23.359  | 15,48% | 0/19    | Sin candidatos | Sin candidatos | Sin candidatos | 59             | 0,04%          | 0/19           | Sin candidatos | Sin candidatos | Sin candidatos | 1.265          | 0,84%          | 0/19           |
| Oeste      | 69.424  | 79.69% | 17/17   | 17.076  | 19,60% | 0/17    | Sin candidatos | Sin candidatos | Sin candidatos | Sin candidatos | Sin candidatos | Sin candidatos | Sin candidatos | Sin candidatos | Sin candidatos | 613            | 0,70%          | 0/17           |
| Total      | 931.945 | 74,01% | 125/150 | 314.711 | 24,99% | 25/150  | 1.695          | 0,13%          | 0/150          | 803            | 0,06%          | 0/150          | 120            | 0,01%          | 0/150          | 9.862          | 0,78%          | 0/150          |

#### Resultados por circunscripción
|  | 67.03 % |

|  | 32.97 % |

|  | 95.50 % |

|  | 4.50 % |

|  | 100.00 % |

|  | 27.16 % |

|  | 67.18 % |

|  | 32.82 % |

|  | 97.29 % |

|  | 2.71 % |

|  | 100.00 % |

|  | 41.62 % |

|  | 64.89 % |

|  | 35.11 % |

|  | 96.95 % |

|  | 3.05 % |

|  | 100.00 % |

|  | 31.28 % |

|  | 75.70 % |

|  | 22.69 % |

|  | 1.61 % |

|  | 96.09 % |

|  | 3.91 % |

|  | 100.00 % |

|  | 48.84 % |

|  | 86.64 % |

|  | 13.36 % |

|  | 97.32 % |

|  | 2.68 % |

|  | 100.00 % |

|  | 47.79 % |

|  | 77.89 % |

|  | 22.11 % |

|  | 97.16 % |

|  | 2.84 % |

|  | 100.00 % |

|  | 31.47 % |

|  | 58.16 % |

|  | 41.84 % |

|  | 94.84 % |

|  | 5.16 % |

|  | 100.00 % |

|  | 31.88 % |

|  | 60.50 % |

|  | 39.50 % |

|  | 94.56 % |

|  | 5.44 % |

|  | 100.00 % |

|  | 26.98 % |

|  | 75.95 % |

|  | 24.05 % |

|  | 97.51 % |

|  | 2.49 % |

|  | 100.00 % |

|  | 40.76 % |

|  | 74.21 % |

|  | 25.79 % |

|  | 96.77 % |

|  | 3.23 % |

|  | 100.00 % |

|  | 39.07 % |

|  | 80.18 % |

|  | 19.82 % |

|  | 96.15 % |

|  | 3.85 % |

|  | 100.00 % |

|  | 35.18 % |

|  | 71.33 % |

|  | 28.67 % |

|  | 91.50 % |

|  | 8.50 % |

|  | 100.00 % |

|  | 31.90 % |

|  | 55.13 % |

|  | 44.87 % |

|  | 96.01 % |

|  | 3.99 % |

|  | 100.00 % |

|  | 38.14 % |

|  | 50.80 % |

|  | 49.20 % |

|  | 91.93 % |

|  | 8.07 % |

|  | 100.00 % |

|  | 26.65 % |

|  | 85.77 % |

|  | 14.23 % |

|  | 97.59 % |

|  | 2.41 % |

|  | 100.00 % |

|  | 56.77 % |

|  | 84.28 % |

|  | 15.72 % |

|  | 96.73 % |

|  | 3.27 % |

|  | 100.00 % |

|  | 54.95 % |

|  | 96.78 % |

|  | 3.22 % |

|  | 98.06 % |

|  | 1.94 % |

|  | 100.00 % |

|  | 0.00 % |

|  | 85.76 % |

|  | 14.24 % |

|  | 97.13 % |

|  | 2.87 % |

|  | 100.00 % |

|  | 55.42 % |

|  | 89.50 % |

|  | 10.50 % |

|  | 94.26 % |

|  | 5.74 % |

|  | 100.00 % |

|  | 51.69 % |

|  | 81.98 % |

|  | 16.67 % |

|  | 1.35 % |

|  | 93.94 % |

|  | 6.06 % |

|  | 100.00 % |

|  | 45.17 % |

|  | 90.17 % |

|  | 9.83 % |

|  | 97.40 % |

|  | 2.60 % |

|  | 100.00 % |

|  | 57.23 % |

|  | 92.34 % |

|  | 7.66 % |

|  | 98.54 % |

|  | 1.46 % |

|  | 100.00 % |

|  | 57.01 % |

|  | 90.55 % |

|  | 7.45 % |

|  | 1.21 % |

|  | 0.79 % |

|  | 96.77 % |

|  | 3.23 % |

|  | 100.00 % |

|  | 57.00 % |

|  | 89.66 % |

|  | 8.53 % |

|  | 1.81 % |

|  | 98.19 % |

|  | 1.81 % |

|  | 100.00 % |

|  | 49.61 % |

|  | 95.45 % |

|  | 4.55 % |

|  | 98.84 % |

|  | 1.16 % |

|  | 100.00 % |

|  | 58.17 % |

|  | 93.15 % |

|  | 6.85 % |

|  | 97.55 % |

|  | 2.45 % |

|  | 100.00 % |

|  | 55.40 % |

|  | 92.89 % |

|  | 7.11 % |

|  | 99.05 % |

|  | 0.95 % |

|  | 100.00 % |

|  | 58.37 % |

|  | 91.27 % |

|  | 8.73 % |

|  | 97.65 % |

|  | 2.35 % |

|  | 100.00 % |

|  | 52.96 % |

|  | 69.75 % |

|  | 30.25 % |

|  | 94.33 % |

|  | 5.67 % |

|  | 100.00 % |

|  | 24.85 % |